# Igrzyska Imperium Brytyjskiego i Wspólnoty Brytyjskiej 1958
     państwa debiutujące
     państwa, które brały już udział w Igrzyskach

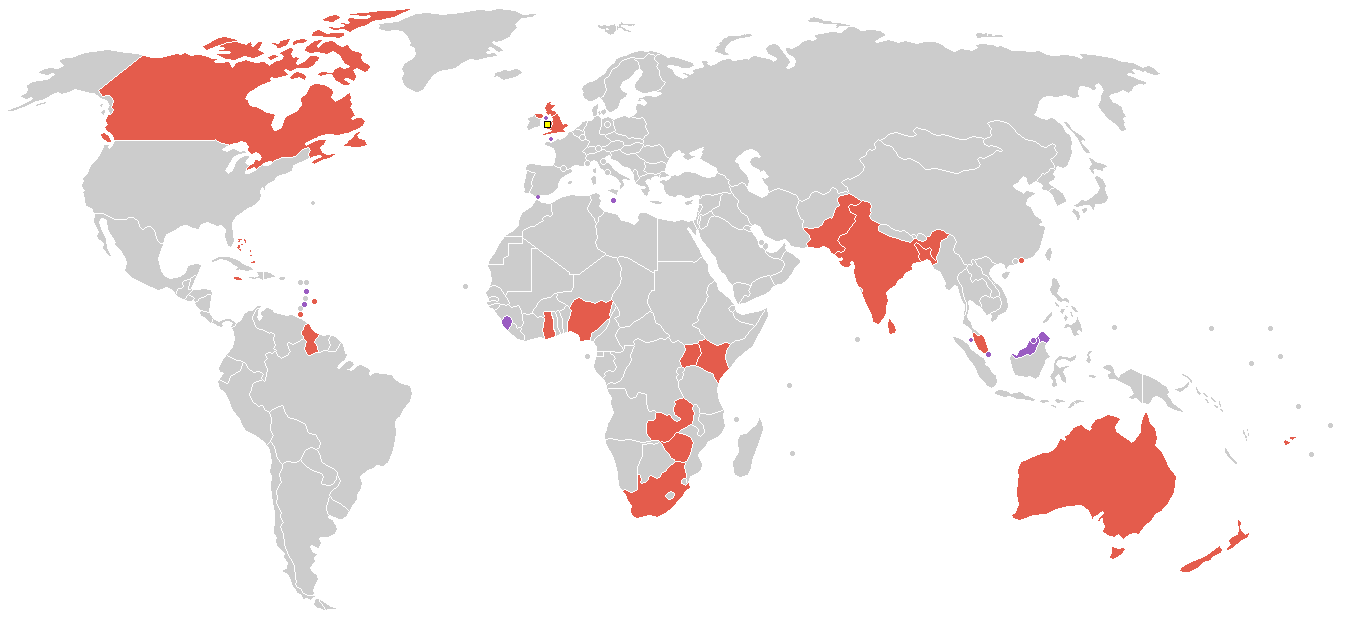
Państwa biorące udział w Igrzyskach Imperium Brytyjskiego i Wspólnoty Brytyjskiej w 1958 roku:
państwa debiutujące
państwa, które brały już udział w Igrzyskach

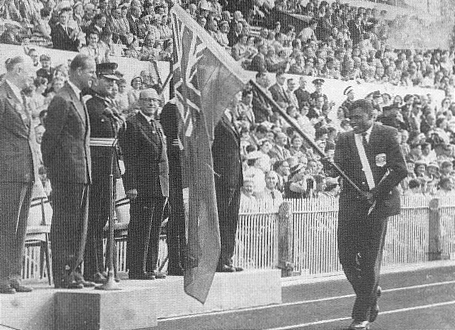
Thomas Robinson, jedyny reprezentant Bahamów podczas IWB w 1958 roku.

Igrzyska Imperium Brytyjskiego i Wspólnoty Brytyjskiej 1958 odbyły się w Cardiff, stolicy Walii. Impreza ta była jak dotychczas największym sportowym wydarzeniem, które odbyło się na terenie Walii. Igrzyska Imperium Brytyjskiego i Wspólnoty Brytyjskiej w Cardiff miały odbyć się już w 1946 roku, jednak z powodu II wojny światowej zostały przeniesione.
Znani angielscy średniodystansowcy, Roger Bannister i Christopher Chataway zgodnie z tradycją Igrzysk zabrali królewskie berło z Pałacu Buckingham i przywieźli do stolicy Walii. Wówczas berło pierwszy raz w historii Wielkiej Brytanii znajdowało się na terenie Walii.
Igrzyska w 1958 roku były ostatnimi (do 1994 roku), na których wystartowali reprezentanci Republiki Południowej Afryki. Następne Igrzyska były bojkotowane przez reprezentantów tego kraju z powodu kryzysu politycznego.
W Igrzyskach wzięło udział 1 130 sportowców z 36 reprezentacji. Wśród debiutantów znalazło się dziewięć drużyn:
- Borneo Północne
- Dominika
- Gibraltar
- Jersey
- Federacja Malajska
- Wyspa Man
- Penang
- Saint Vincent
- Sarawak
- Singapur

Podczas imprezy medale zdobyło 23 państw i posiadłości Wspólnoty Brytyjskiej. Spośród nich pięć reprezentacji zdobyły pierwsze w historii medale. Debiutująca reprezentacja Singapuru zdobyła dwa złote medale. Obydwa zdobyli mężczyźni w podnoszeniu ciężarów. Pierwszymi złotymi medalistami z Singapuru byli Tan Ser Cher i Tan Howe Liang. Reprezentacja Ghany zdobyła pierwszy w historii brązowy medal. Dokonał tego Robert Kotei, skoczek wzwyż. Trzecią reprezentacją, która zdobyła pierwsze medale Igrzysk była Kenia, która za sprawą lekkoatletów - Bartonjo Roticha i Arere Anentii zdobyła pierwsze dwa brązowe medale. Reprezentacja Wyspy Man zdobyła pierwszy brązowy medal. Kolarz Stuart Slack wystartował w wyścigu na 120 mil angielskich i z czasem 5 godzin 19 minut 21,7 sekundy zajął trzecie miejsce. Pierwsze medale dla Bahamów zdobył jedyny reprezentant tego kraju na Igrzyskach w 1958 roku, Tommy Robinson, który zdobył złoty i srebrny medal w biegach lekkoatletycznych.
W kalendarzu Igrzysk, podobnie jak cztery lata wcześniej znalazło się dziewięć dyscyplin sportowych: boks, kolarstwo, kręglarstwo, lekkoatletyka, nurkowanie, pływanie, podnoszenie ciężarów, szermierka, wioślarstwo i zapasy.
Klasyfikacja medalowa
| Miejsce | Kraj               |    |    |    | Razem |
| 1.      | Anglia             | 29 | 22 | 29 | 80    |
| 2.      | Australia          | 27 | 22 | 17 | 66    |
| 3.      | Południowa Afryka  | 13 | 10 | 8  | 31    |
| 4.      | Szkocja            | 5  | 5  | 3  | 13    |
| 5.      | Nowa Zelandia      | 4  | 6  | 9  | 19    |
| 6.      | Jamajka            | 4  | 2  | 1  | 7     |
| 7.      | Pakistan           | 3  | 5  | 2  | 10    |
| 8.      | Indie              | 2  | 1  | 0  | 3     |
| 9.      | Singapur           | 2  | 0  | 0  | 2     |
| 10.     | Kanada             | 1  | 10 | 16 | 27    |
| 11.     | Walia              | 1  | 3  | 7  | 11    |
| 12.     | Irlandia Północna  | 1  | 1  | 3  | 5     |
| 13.     | Bahamy             | 1  | 1  | 0  | 2     |
| 13.     | Barbados           | 1  | 1  | 0  | 2     |
| 15.     | Malezja            | 0  | 2  | 0  | 2     |
| 16.     | Nigeria            | 0  | 1  | 1  | 2     |
| 17.     | Gujana Brytyjska   | 0  | 1  | 0  | 1     |
| 17.     | Uganda             | 0  | 1  | 0  | 1     |
| 19.     | Rodezja Południowa | 0  | 0  | 3  | 3     |
| 20.     | Kenia              | 0  | 0  | 2  | 2     |
| 21.     | Ghana              | 0  | 0  | 1  | 1     |
| 21.     | Wyspa Man          | 0  | 0  | 1  | 1     |
| 21.     | Trynidad i Tobago  | 0  | 0  | 1  | 1     |

## Dyscypliny
- Lekkoatletyka  (szczegóły)
- Zapasy  (szczegóły)